# 장사의 꿈
"장사의 꿈"은 1985년에 개봉한 대한민국의 영화이다.

## 캐스팅
- 임성민 : 차일봉 역
- 금보라 : 오애자 역
- 정진 : 염 감독 역
- 김영애 : 오 여사 역
- 김동수 : 멍군 역
- 송경철 : 마대수 역
- 김인문 : 태산거사 역
- 김애경 : 김 여사 역
- 백송 : 꺽새 역
- 추석양 : 점쟁이영감 역
- 남포동 : 경기장사내 역
- 한다영 : 빌딩관리인 역
- 박용팔 : 스튜디오·배우 역
- 길달호 : 아파트사내 역
- 김민호 : 아파트사내 역
- 강복원 : 아파트사내 역
- 신찬일 : 형사  역
- 라갑성 : 형사 역
- 신동욱 : 의사 역
- 김수천 : 저택노인 역
- 조학자 : 온천장 여인 역
- 남수정 : 열차의 여인  역
- 양춘 : 산장의 여인 역
- 김경란 : 신당의 여인 역
- 이정애 : 신당의 보살 역
- 유경애 : 호텔의 여인 역
- 정미경 : 호텔의 여인 역
- 이숙현 : 스튜디오·배우 역
- 최나영 : 멍군아내 역
- 최미숙 : 모델 역